# Тадеуш Сендзимир

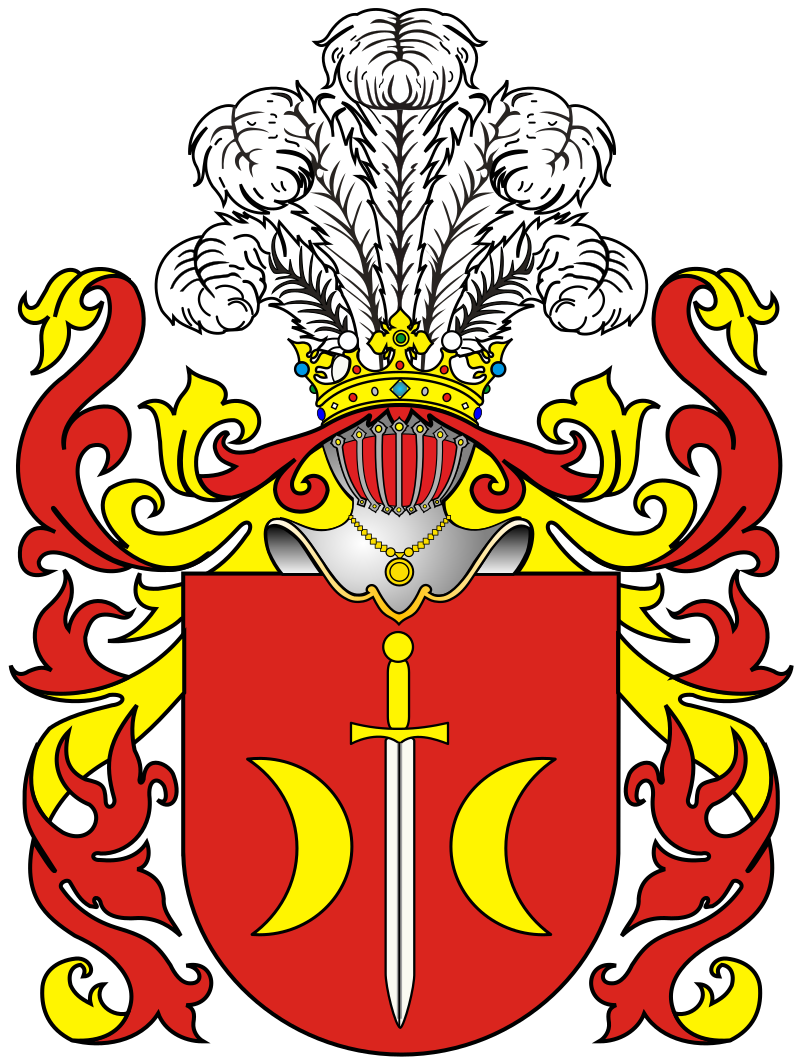
герб тадеуша сендзимира

Таде́уш Сендзи́мир  (5 червня 1894, Львів — 1 вересня 1989, США) — польський інженер, новатор сталеливарної промисловості (США). Технології Т. Сендзимира використовуються у всіх країнах світу. Зокрема на початку 80-х років XX століття 85—90 % нержавіючої сталі у світі вироблялося за його технологією.

## Біографія
Сендзімір був старшим сином Казімєжа Сендзіміра з клану Остой  та Ванди Яскуловської.  Захоплюючись технікою з дитинства, він створив власну камеру у віці 13 років. Після навчання в 4-й класичній гімназії ( Gimnazjum Klasyczne ) у Львові він вступив до Львівської політехніки .  Однак, коли Львів був захоплений російськими військами, Політехнічний інститут було закрито, а він переїхав до Києва . Там він працював в автосервісах і в Російсько-американській торговій палаті, де вивчив російську та англійську мови.
Російська революція 1917 року змусила Сендзіміра втекти до Владивостока , а потім до Шанхаю , де Сендзімір побудував першу в Китаї фабрику з виробництва гвинтів, цвяхів і дроту. Фінансову підтримку надав Російсько-Азіатський банк, який на той час очолювали поляки (Владислав Єзерський та Зигмунт Ястржембський).У  1974 році одержав Золоту медаль Брінелла та Королівської академії технічних наук у Стокгольмі — еквівалент Нобелівської премії в інженерній справі. Нагороду вручив король Швеції.
Під час святкування 100-річчя Статуї Свободи Тадеуш Сендзимир був названий серед емігрантів, які зробили найвагоміший внесок у розвиток та процвітання США.Походить із клану Остоя, чий герб є найдавнішим у Польщі.гальванізації сталі Сендзіміра зрештою були реалізовані на першому Z-прокатному стані для прокатки кремнієвої сталі, що зробило її достатньо гнучкою для використання в радарах ППО.  Між 1953 і 1989 роками він представив перший продуктивний Z-млин у Великій Британії та в Японії та Канаді в 1950-х і 1960-х роках. У 1974 році Сендзімір винайшов спіральний сталевий петельник, який використовувався як у Сполучених Штатах, так і в Японії.
Дев'яносто відсотків світового виробництва оцинкованої сталі проходило через процес Сендзімір на початку 1980-х років. Польща, Франція, Сполучене Королівство, Японія та Канада придбали його сталеливарні заводи та технології протягом багатьох років. Зокрема, Сендзімір був великим фінансовим і особистим прихильником Фонду Костюшко , Польського інституту мистецтв і наук Америки та Альянс-коледжу в Пенсільванії . Сендзімір помер після обширного інсульту і був похований рідними в оцинкованій труні, зробленій за його проектом.